# Contea di Walker (Alabama)
La contea di Walker, in inglese Walker County, è una contea dello Stato dell'Alabama, negli Stati Uniti. La popolazione al censimento del 2000 era di 70.713 abitanti. Il capoluogo di contea è Jasper.
Si tratta di una dry county, ma in alcune città è permessa la vendita di alcolici.

## Geografia fisica
La contea si trova nella parte nord-occidentale dell'Alabama. Lo United States Census Bureau certifica che l'estensione della contea è di 2.086 km², di cui 2.057 km² composti da terra e i rimanenti 29 km² composti di acqua.
La contea si trova nella regione nord-occidentale dello stato. Fa parte della sezione fisiografica dell’Altopiano di Cumberland e comprende strette valli e ampi altipiani ricoperti da foreste di querce e pini.

### Contee confinanti
- Contea di Winston - nord
- Contea di Cullman - nord-est
- Contea di Blount - est
- Contea di Jefferson - sud-est
- Contea di Tuscaloosa - sud-ovest
- Contea di Fayette - ovest
- Contea di Marion - nord-ovest

### Laghi, fiumi e parchi
La contea comprende i seguenti laghi, fiumi e parchi:
| Laghi | Fiumi | Parchi                                                    | Parchi |
| --- | --- | --------------------------------------------------------- | ------ |
| - Sims Ponds - Payne Lake - Walker County Lake - Strip Mining Impoundment Number 1 - Strip Mining Impoundment Number 2 - Boshells Mill Pond - Lewis Smith Lake - Odums Mill Pond | - Paul Creek - Frileys Creek - Humphrey Branch - Richard Branch - Hurricane Creek - Twin Slough - Ice Branch - Rock Creek - Paynes Creek | - Hollow Hills Park - Wolf Creek Wildlife Management Area |        |

## Storia
La Contea di Walker fu costituita il 26 dicembre 1823 da parte delle contee di Marion e Tuscaloosa. Il nome le è stato dato in onore a John Williams Walker, membro del Senato degli Stati Uniti d'America. Il 27 aprile 2011, una violenta tempesta, che generò numerosi e potenti tornado, colpì il sud-est degli Stati Uniti. In Alabama persero la vita oltre 250 persone, tra cui sette nelle comunità della contea di Walker.

## Principali strade ed autostrade
- Interstate 22 futuro
- U.S. Highway 78
- State Route 5
- State Route 13
- State Route 18
- State Route 69
- State Route 269

## Società

### Evoluzione demografica
Abitanti censiti (migliaia)

## Comuni[9]
- Carbon Hill - city
- Cordova - town
- Dora - city
- Eldridge - town
- Jasper (capoluogo) - city
- Kansas - town
- Nauvoo[10] - town
- Oakman - town
- Parrish - town
- Sipsey - town
- Sumiton[11] - city